# Villámtolvaj – Percy Jackson és az olimposziak
A Villámtolvaj – Percy Jackson és az olimposziak (eredeti cím: Percy Jackson and the Olympians: The Lightning Thief) 2010-ben bemutatott fantasy-kalandfilm, melyet Chris Columbus rendezett. A címszereplő Logan Lerman, de a filmben olyan színészek is játszanak, mint Pierce Brosnan vagy Uma Thurman. A film Rick Riordan azonos című regénye alapján készült.

## Történet
|  | Alább a cselekmény részletei következnek! |

Percy Jackson egy átlagos kamaszfiú, aki középiskolába jár, és egyetlen különleges tulajdonsága, hogy hosszú ideig vissza tudja tartani a lélegzetét a víz alatt. A fiú szenved attól, hogy az iskolában diszlexiával küzd, összefolynak előtte a betűk. Édesapját nem ismeri, édesanyja, Sally egy hozzá nem illő, alkoholista és durva természetű férfival él, és a fiú nem érti, miért nem hagyja el.
Egyik nap egy múzeumi kiránduláson Percy felfedezi, hogy el tudja olvasni a görög betűket, miközben tanára, a tolószékkel közlekedő Mr. Brunner (Pierce Brosnan) a görög istenekről beszél a csoportnak. Matektanárnője ekkor félrehívja Percyt egy üres terembe, és a fiú legnagyobb rémületére fúriává változva megpróbálja belőle kiszedni, hová rejtette Zeusz villámát, amit elloptak az Olümposzról. Zeusz Poszeidón fiát vádolja a lopással, aki nem más, mint Percy maga.
Mr. Brunner menti meg a fiút a fúria karmaiból, majd megbízza Percy barátját, Grovert, hogy vigye el a fiút a félvérek, azaz a félistenek táborába, ahol az istenek és a halandók közös gyermekeiből harcosokat képeznek. Az úton Grovert, Percyt és az anyját megtámadja a Minotaurusz, Percy legyőzi ugyan, de a lény elragadja az édesanyját. A táborban Percy megtudja, hogy ő Poszeidón fia, Grover valójában egy kecskelábú szatír, akit testőrként neveztek ki mellé, Mr. Brunner pedig igazából egy Kheirón nevű kentaur, a tábor vezetője.
Hádész megjelenik a táborban egy tűzben, és közli Percyvel, hogy az anyja nála van az alvilágban, és ha vissza akarja kapni élve, oda kell adnia a villámot cserébe.
Percy elhatározza, hogy lemegy az alvilágba és tisztázza a helyzetet Hádésszel, elmondja neki, hogy a villámot nem ő lopta el, és így visszaadni sem tudja. Ahhoz, hogy az alvilágból vissza tudjon térni, meg kell szereznie Perszephoné gyöngyeit, mert csak ezek vezethetik ki onnan. Útjára elkíséri Grover és a táborban megismert Annabeth, aki Pallasz Athéné félisten lánya. Kalandos úton szerzik meg a három gyöngyöt, összetalálkoznak Medúzával, aki kővé akarja őket változtatni, de legyőzik, Las Vegasban pedig a lótusszal etetik őket így napokra elfelejtik, hogy hová is indultak. Poszeidón azonban figyelmezteti fiát, hogy ne egye meg, amit kínálnak neki, így Percy magához tér a kábultságból és a többieket is észre téríti.
Los Angelesben, a Hollywood-felirat lábánál találják meg a bejáratot az alvilágba, ahol kiderül, hogy az úton mindvégig Percynél volt Zeusz villáma: az egyik táborlakó, Hermész félisten fia, Luke rejtette oda, hogy Percyre terelje a gyanút. Perszephoné segítségével sikerül ártalmatlanná tenniük a villám után áhítozó Hádészt, majd a gyöngyök segítségével Percy, Annabeth és Percy kiszabadított édesanyja az Olümposzra kívánják magukat, míg Grover Perszephonéval marad, neki ugyanis nem jutott gyöngy.
A gyöngyök az Empire State Buildingre viszik a három kalandort, ahol megjelenik Luke a villámot követelve, de Percy, újonnan felfedezett ereje segítségével hatalmas vízoszlopokat szakít ki a háztetőkön lévő víztartályokból és legyőzi Luke-ot. Ezután Annabeth és Percy az épület titkos liftje segítségével feljut az Olümposzra, ahol az istenek már a csatára készülnek. Percy visszaadja a villámot Zeusznak és megbékül apjával, Poszeidónnal, majd visszatér Kheirón táborába.
|  | Itt a vége a cselekmény részletezésének! |

## Szereplők
| Szerep                | Színész            | Magyar hang       |
| --------------------- | ------------------ | ----------------- |
| Percy Jackson         | Logan Lerman       | Előd Botond       |
| Grover Underwood      | Brandon T. Jackson | Szabó Máté        |
| Annabeth Chase        | Alexandra Daddario | Csifó Dorina      |
| Luke Castellan        | Jake Abel          | Előd Álmos        |
| Zeusz                 | Sean Bean          | Epres Attila      |
| Poszeidón             | Kevin McKidd       | Haás Vander Péter |
| Hádész                | Steve Coogan       | Csankó Zoltán     |
| Pallasz Athéné        | Melina Kanakaredes | Tóth Enikő        |
| Perszephoné           | Rosario Dawson     | Pikali Gerda      |
| Medúza                | Uma Thurman        | Für Anikó         |
| Kheirón / Mr. Brunner | Pierce Brosnan     | Kautzky Armand    |
| Mrs. Dodds / Fúria    | Maria Olsen        | Orosz Anna        |
| Révész                | Julian Richings    | Koncz István      |
| Sally Jackson         | Catherine Keener   | Bánsági Ildikó    |
| Gabe Ugliano          | Joe Pantoliano     | Csuja Imre        |
| Árész                 | Ray Winstone       |                   |

### Magyar változat
- Főcím: Bozai József
- Magyar szöveg: Tóth Tamás
- Hangmérnök: Márkus Tamás
- Rendezőasszisztens és vágó: Kajdácsi Brigitta
- Gyártásvezető: Fehér József
- Szinkronrendező: Csörögi István

A szinkront a Mafilm Audio Kft. készítette el.